# Phlegra yaelae
Phlegra yaelae là một loài nhện trong họ Salticidae.
Loài này thuộc chi Phlegra. Phlegra yaelae được Jerzy Prószyński miêu tả năm 1998.